# Ivar Gustafsson

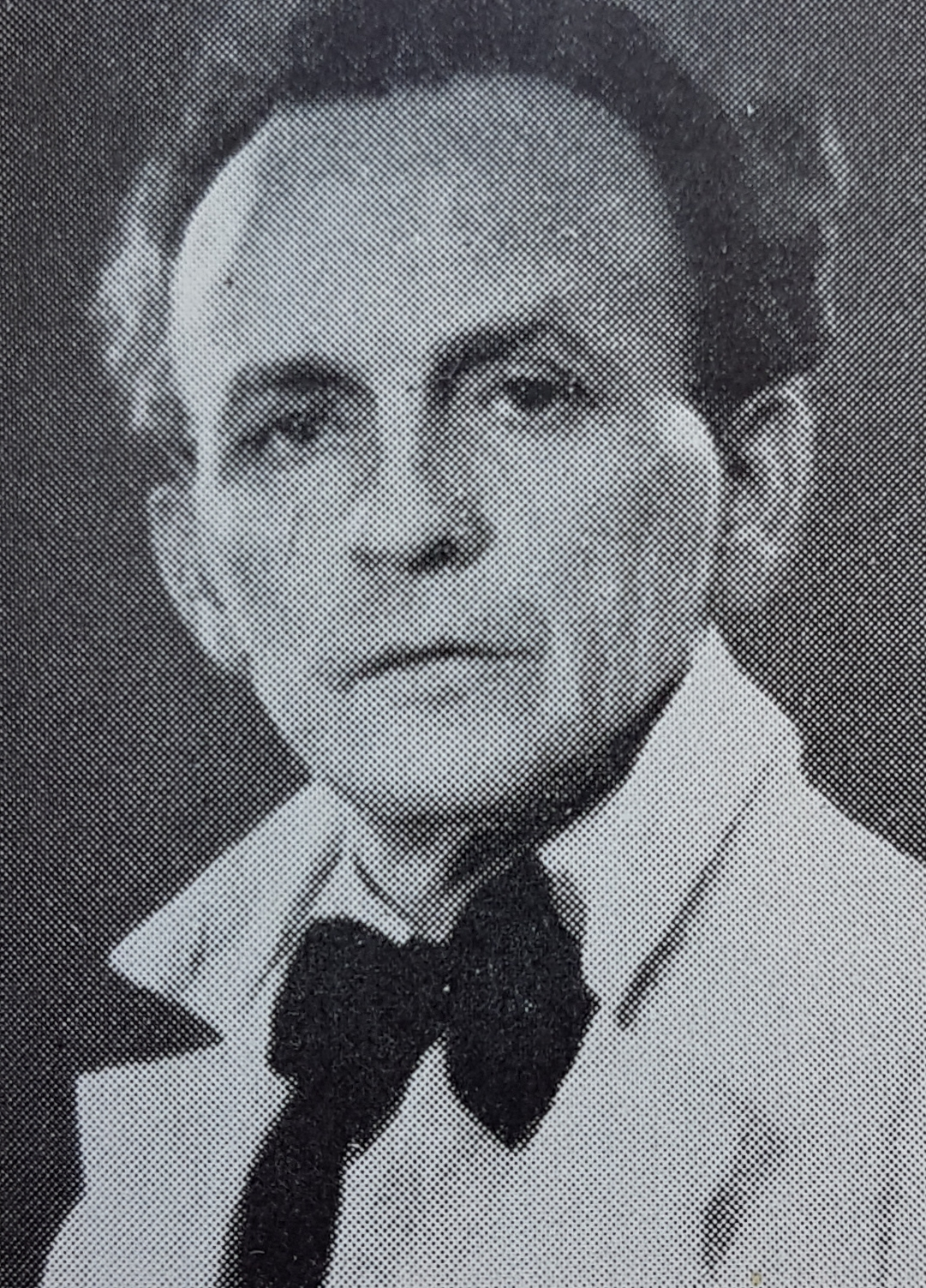
Ivar Gustafsson

Ivar Bernhard Vallentin Gustafsson, född 3 september 1890 i Karlskrona, död 24 januari 1977 i Torhamn, Blekinge, var en svensk målare.
Han var son till muraren Emanuel Gustafsson och Ida Karolina Mathilda Andersdotter och från 1924 gift med Margareta Åberg. Efter avslutad skolgång utbildade Gustafsson sig till yrkesmålare och avlade gesällexamen 1910. Han inledde sina konststudier vid Althins målarskola i Stockholm 1916-1917 och var aspirant vid Konsthögskolan 1917-1918 där han på hösten 1918 antogs som elev. På grund av en svår sjukdom tvingades han efter kort tid att avbryta sina studier vid skolan. 1922 reste han på en studieresa till Sydtyskland som kom att forma hans fortsatta konstnärskarriär han återvände dit för ytterligare studier 1936 och passade då även på att studera konst i Danmark dit han återvände för en längre studieperiod 1949-1950. Han medverkade i några kollektivutställningar innan han debuterade med en separatutställning Karlskrona 1924. Bland hans offentliga arbeten märks muralmålningarna i Karlskrona yrkesskola och telegrafverksbyggnaden i Karlskrona. Hans konst består av stilleben, landskap med motiv från blekingska skärgården, Skåne och Danmark, i olja, och stadsbilder med motiv från Karlskrona och Lund, i akvarell. Som porträttör har han målat porträtt av bland annat Ragnar Jändel och Knut Lundmark. Gustafsson är representerad vid Västerås konstmuseum och Karlskrona museum.  